# プレスコット・ケーブルズFC
プレスコット・ケーブルズ・フットボールクラブ（Prescot Cables Football Club）はイングランド、マージーサイド、ノーズリー区、プレスコットを本拠地とするサッカークラブチームである。2017-2018シーズンはノーザンプレミアリーグ・ディヴィジョン1・ノース（8部相当）に所属。

## 名称変更
- 1884-???? プレスコット・ケーブルズFC
- 時期不詳（1966年以前） プレスコット・タウンFC
- 1981-1990 プレスコット・ケーブルズFC
- 1990-1995 プレスコットFC
- 1995-現在 プレスコット・ケーブルズFC

## タイトル

### 国内タイトル
- ノースウェストカウンティーズリーグ:1回

2002-2003

### 国際タイトル
- なし